# 4984 Patrickmiller
4984 Patrickmiller је астероид главног астероидног појаса чија средња удаљеност од Сунца износи 2,254 астрономских јединица (АЈ).
Апсолутна магнитуда астероида је 15,0.